# هارييت بانكر أوستين
هارييت بانكر أوستين (بالإنجليزية: Harriet Bunker Austin)‏ هي كاتِبة وشاعرة أمريكية، ولدت في 29 ديسمبر 1843، وتوفيت في 26 يونيو 1904.